# Готфрид IV Шенк фон Лимпург
Готфрид IV Шенк фон Лимпург (на немски: Gottfried IV Schenk von Limpurg; * 11 февруари 1403; † 1 април 1455, Вюрцбург) от швабско-франкската благородническа фамилия „Шенк фон Лимпург“, е княжески епископ на Вюрцбург (1443 – 1455).

## Биография
Той е син на Фридрих III Шенк фон Лимпург († 1414) и съпругата му Елизабет фон Хоенлое-Шпекфелд († 1445), дъщеря на Готфрид III фон Хоенлое-Уфенхайм-Ентзе († ок. 1387) и графиня Анна фон Хенеберг-Шлойзинген († сл. 1388). Роднина е на Георг III Шенк фон Лимпург (1470 – 1522), княжески епископ на Бамберг (1505 – 1522).
Готфрид следва с братята си Конрад и Вилхелм в Хайделберг. През 1419 г. става домхер във Вюрцбург, от 1424 г. в Бамберг и от 1425 г. катедрален декан там. С помощта на император Фридрих III той е поставен от папа Евгений IV на 19 ноември 1443 г. като епископ на финансово затрудненото епископство Вюрцбург. Готфрид IV стабилизира финансово епископството си и мира в региона, след като се съпротивлява против крадливите благородници, също взема собствеността и изгонва евреите, на които е длъжник. Той провежда синоди в диоцезата (synodus dioecesana) през 1446, 1452 и 1453 г. Готфрид IV сключва съюз със съседите си и е дипломатически неутрален през градската война на маркграфовете против Нюрнберг.
Той е погребан в катедралата на Вюрцбург.